# Volker Schneider (Politiker)

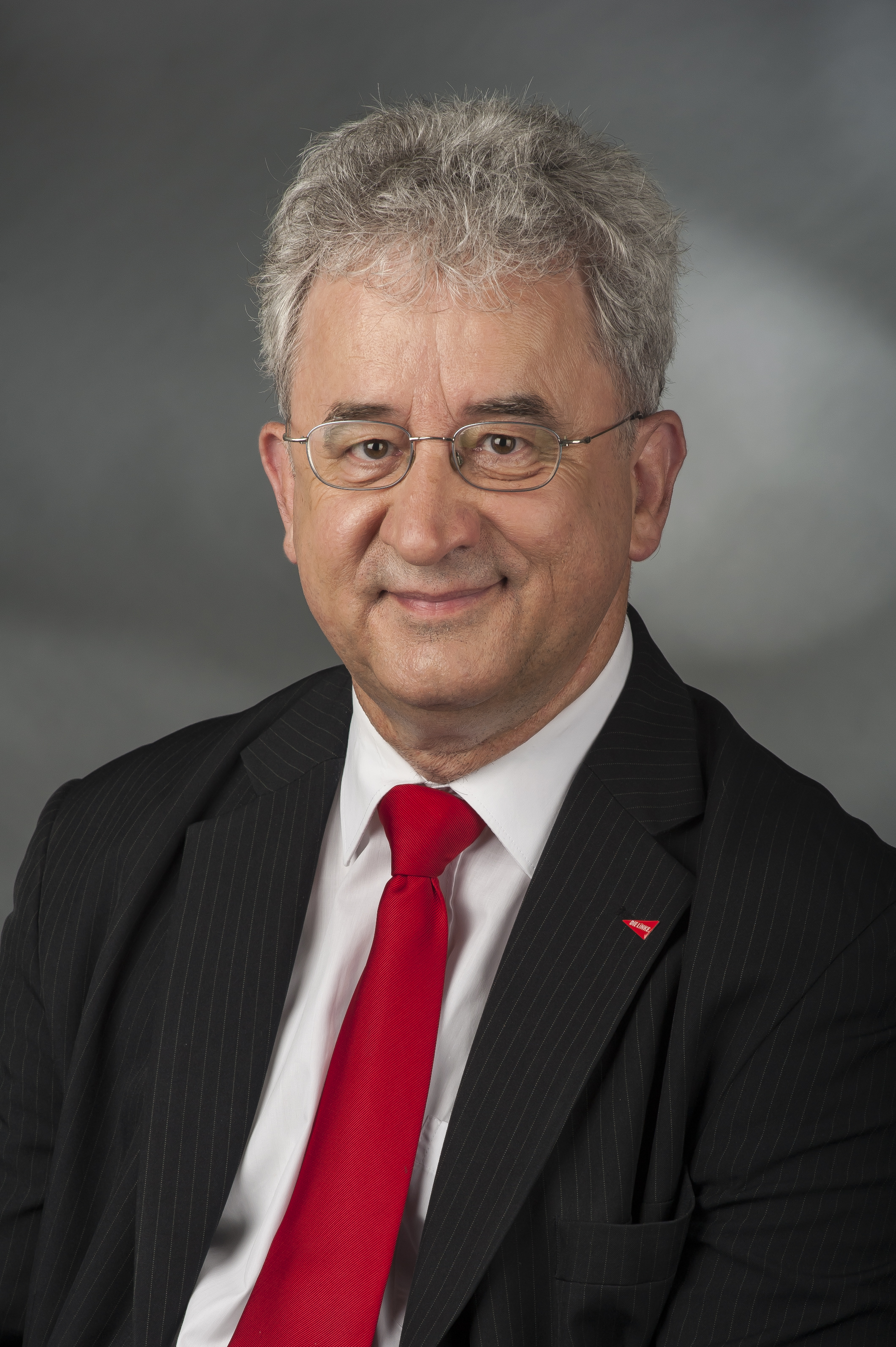
Volker Schneider (2014)

Volker Schneider (* 20. März 1955 in Saarbrücken) ist ein deutscher Politiker (BSW; zuvor Die Linke). Er war von 2005 bis 2009 Mitglied des Deutschen Bundestages.

## Studium und Beruf
Schneider besuchte von 1961 bis 1966 die Evangelische Volksschule Saarbrücken-Rodenhof. Anschließend war er von 1966 bis 1974 Schüler des Gymnasiums am Schloss, vormals Städtisches Knabenrealgymnasium. Nach dem Abitur studierte er von 1976 bis 1980 Soziale Arbeit an der Katholischen Fachhochschule für Sozialwesen Saarbrücken mit dem Abschluss als Diplom-Sozialarbeiter (FH).
Nach Abschluss seines Studiums arbeitete er von 1990 bis 1996 als Dozent in der beruflichen Erwachsenenbildung bei der BFW Saarland GmbH. Von 1996 bis 2005 war Schneider Bundesgeschäftsführer des Deutschen Berufsverbandes für Soziale Arbeit (DBSH). Während seiner Zeit als Bundesgeschäftsführer war er auch Europa- und Weltdelegierter bei der internationalen Vereinigung International Federation of Social Workers (IFSW).
Volker Schneider hat zwei Töchter.

## Politik
Schneider gehörte 2005 zu den Gründungsmitgliedern der WASG und war bis zur Gründung der Partei Die Linke saarländischer Vertreter im WASG-Länderrat. In der Partei Die Linke übernahm er erneut von 2011 bis 2012 die Vertretung des Landesverbandes Saar im Nachfolgegremium, dem Bundesausschuss.
In der 16. Wahlperiode (2005–2009) war Volker Schneider Mitglied des Deutschen Bundestages, in den er als Spitzenkandidat über die offene Landesliste der Linkspartei.PDS im Saarland eingezogen war. Er war wissenschafts- und rentenpolitischer Sprecher der Linksfraktion und außerdem deren stellvertretender Parlamentarischer Geschäftsführer. Er gehörte dem Ausschuss für Bildung, Forschung und Technikfolgenabschätzung und dem Ältestenrat des Deutschen Bundestages an und war stellvertretendes Mitglied der Ausschüsse Arbeit und Soziales sowie Wahlprüfung, Immunität und Geschäftsordnung. Des Weiteren vertrat er seine Fraktion im Kuratorium der Bundeszentrale für politische Bildung.
Im Jahr 2010 wurde er bei der Bundestagsfraktion Die Linke Leiter der Bund-Länder-Koordination und war von 2014 an Fraktionsgeschäftsführer, bis er Ende Februar 2022 altersbedingt ausschied. Danach übernahm er die Fraktionsgeschäftsführung für Die Linke im Saarländischen Landtag, um deren Liquidation zu organisieren und verantwortlich zu gestalten.
Im März 2022 trat Schneider aus der Linkspartei aus. Im Januar 2024 schloss er sich dem neugegründeten Bündnis Sahra Wagenknecht (BSW) an.